# Qanawat, Damascus

Thành phố Damascus

Qanawat (tiếng Ả Rập: القنوات) là một đô thị của Damascus, Syria, do phía tây của Thành phố Cổ. Trong cuộc điều tra dân số năm 2004, nó có dân số 58.053. Thành phố này có nhiều tòa nhà chính phủ như Đại học Damascus, Bảo tàng Quốc gia Damascus, trụ sở Cảnh sát Thủ đô Damascus và Bộ Du lịch, Thông tin và Nội vụ. Nó cũng có các địa điểm lịch sử quan tâm như Đường sắt Hejaz, Nhà thờ Hồi giáo Tekkiye và Hammam al-Jadid.

## Lịch sử
Cái tên Qanawat, tiếng Ả Rập có nghĩa là "các kênh", dùng để chỉ những tàn tích của một cống dẫn nước La Mã lịch sử ở quận Qanawat. Quận Bab Sreijeh có nhà tắm Thổ Nhĩ Kỳ Mamluk -era, Hammam al-Jadid, ngày nay là một nhà tắm dành cho người đồng tính.
Vào tháng 7 năm 2012, trong cuộc Nội chiến Syria, phiến quân Quân đội Syria Tự do đã tấn công khu tập thể của cảnh sát.

## Huyện
- Ansari (pop. 9.552)
- Bab al-Jabiyah (pop 3.697)
- Bab Sreijeh (pop 5.612)
- Baramkeh (pop. 14.969)
- Al-Hijaz (pop. 5,572)
- Mujtahid (pop 3.061)
- Qanaw (pop 4.610)
- Qabr Atikah (pop. 7.213)
- Al-Suwayqah (pop. 3.767)